# Populina (kommun)
Populina är en kommun i Brasilien.   Den ligger i delstaten São Paulo, i den södra delen av landet, 500 km sydväst om huvudstaden Brasília. Antalet invånare är 4 223.
Följande samhällen finns i Populina:
- Populina

Omgivningarna runt Populina är en mosaik av jordbruksmark och naturlig växtlighet. Runt Populina är det ganska glesbefolkat, med 21 invånare per kvadratkilometer.